# Paramblypterus
Paramblypterus è un genere di pesci ossei estinto, appartenente agli attinotterigi e di incerta collocazione sistematica. Visse tra il Carbonifero superiore e il Permiano inferiore (circa 302 - 290 milioni di anni fa) e i suoi resti fossili sono stati ritrovati in Europa.

## Descrizione
Questo pesce era lungo circa 20 centimetri e possedeva un corpo compatto. La testa era corta e alta, con un muso estremamente smussato e dotato di piccoli denti sottili. La pinna dorsale era di forma triangolare e posizionata nella metà posteriore del corpo; la pinna anale, anch'essa triangolare, era posta leggermente più indietro. Le pinne pettorali erano lunghe e sottili, mentre quelle ventrali erano triangolari. La pinna caudale era eterocerca e dotata di scaglie lunghe nella parte dorsale. Le scaglie erano rettangolari e a forma di diamante, debolmente seghettate e quasi prive di ornamentazione. Rispetto all'assai simile Amblypterus, vi erano alcune caratteristiche distintive come l'osso nasale separato in due, l'assenza di un dermoiale come singola ossificazione, la presenza di più di due ossa suborbitali, e da sette a nove raggi branchiostegali. 

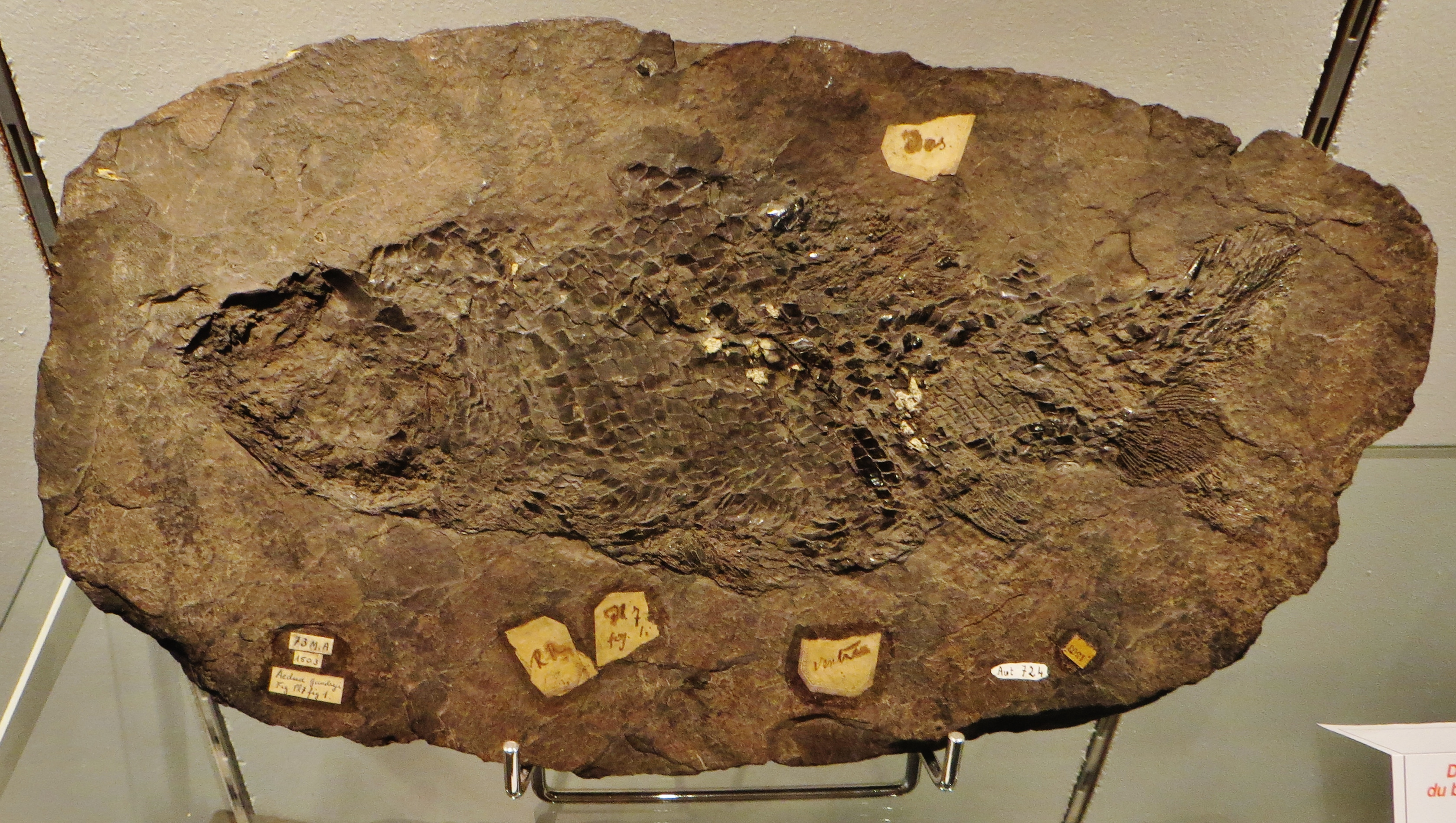
Fossile di Paramblypterus decorus

## Classificazione
Il genere Paramblypterus venne istituito nel 1888 da Sauvage, per accogliere alcune specie precedentemente attribuite al genere Amblypterus. La specie tipo è Paramblypterus decorus, i cui fossili sono stati ritrovati in grande quantità in terreni del Carbonifero superiore a Commentry, in Francia. Altre specie sono P. gelberti e P. duvernoyi del Permiano inferiore della Germania e P. rohani del Permiano inferiore della Germania, della Francia e della Repubblica Ceca.

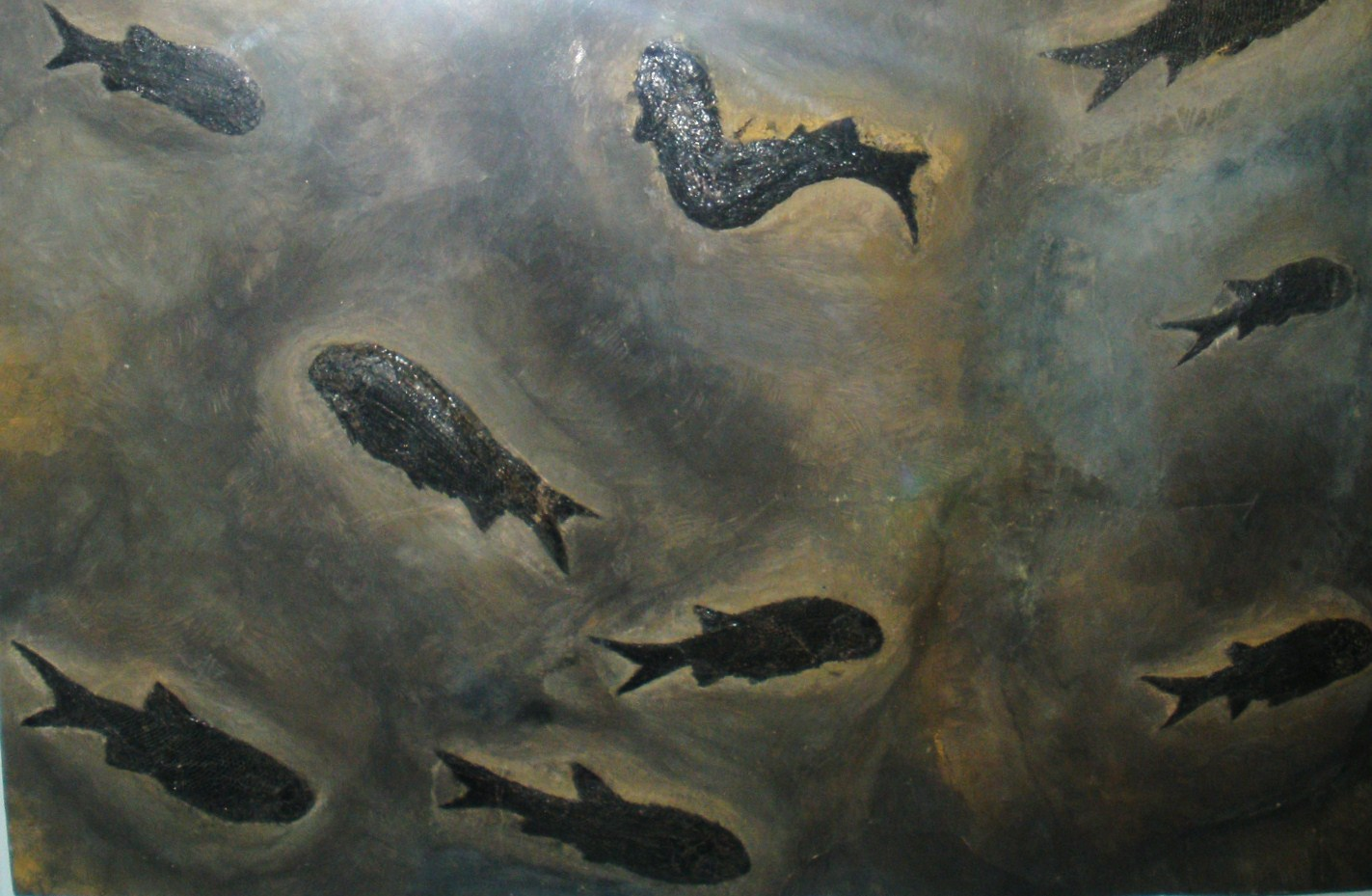
Lastra contenente numerosi esemplari di Paramblypterus gelberti

Paramblypterus è stato a lungo confuso con Amblypterus, e variamente attribuito ai Palaeoniscidae, ai Commentryidae o più in generale ai paleonisciformi. Ricerche più recenti hanno effettivamente definito le strette parentele tra Paramblypterus e Amblypterus, ascrivendo entrambi i generi alla famiglia Paramblypteridae o Amblypteridae (Dietze, 2000; Štamberg, 2013). In ogni caso, le affinità di queste due forme con gli altri attinotterigi arcaici non sono ancora ben comprese.

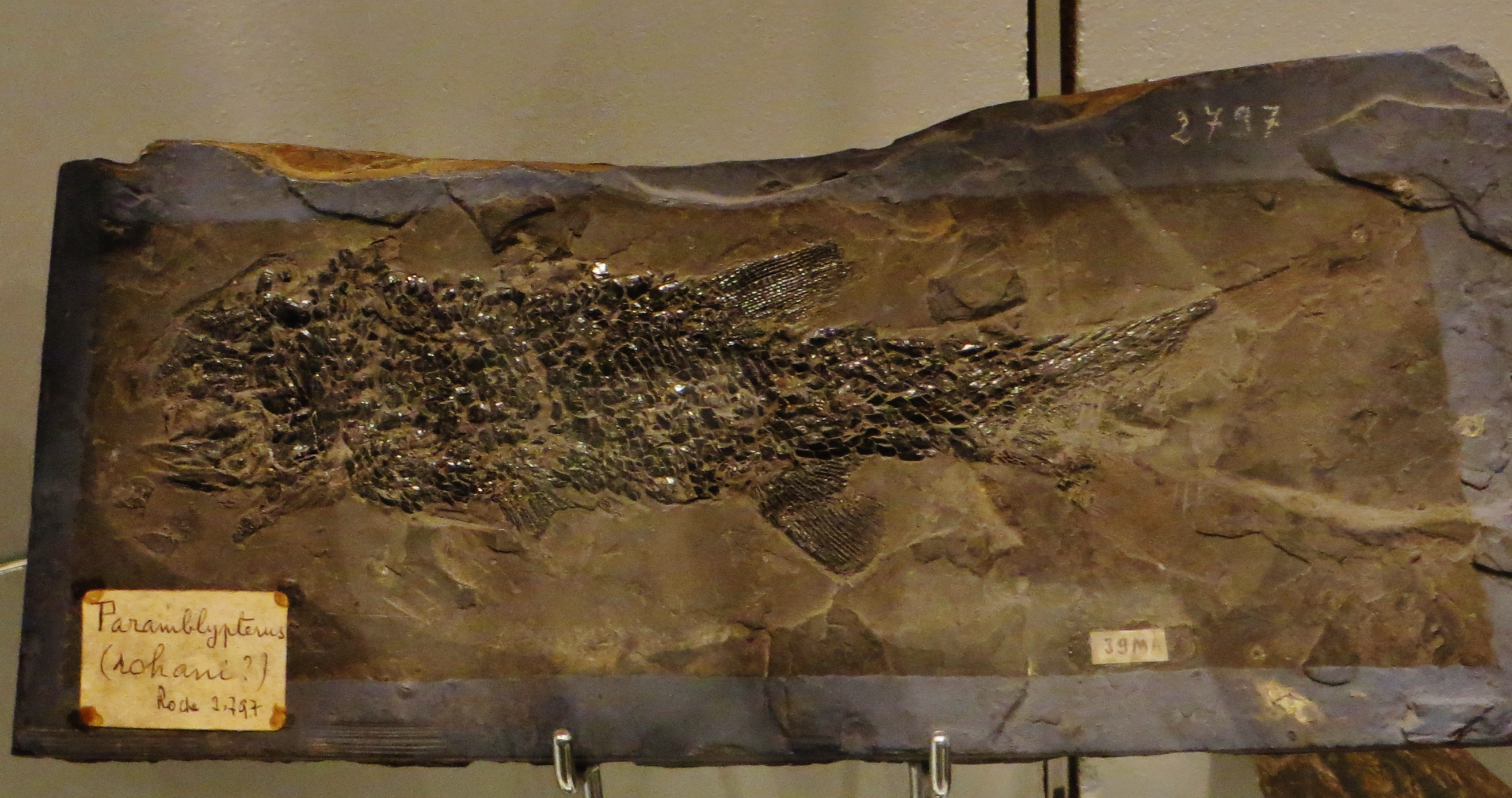
Fossile di Paramblypterus rohani proveniente da Autun

## Paleobiologia
Questo pesce doveva essere un predatore di piccoli animali.